# هلن سویر هاگ
هلن سویر هاگ (انگلیسی: Helen Sawyer Hogg؛ ۱ اوت ۱۹۰۵ – ۲۸ ژانویهٔ ۱۹۹۳) یک دانشمند در زمینه اخترشناسی اهل کانادا بود.